# Рабочеостровськ
Рабочеостровськ (рос. Рабочеостровск, фін. Papinsaari, Vallankumoussaar) — селище в Кемському районі Республіки Карелія Російської Федерації, адміністративний центр Рабочеостровського сільського поселення. Розташоване на схід від міста Кем на узбережжі Білого моря, та знаходиться порт «Кем», де проходить головний транспортний зв'язок з Соловецьким архіпелагом.

## Галерея

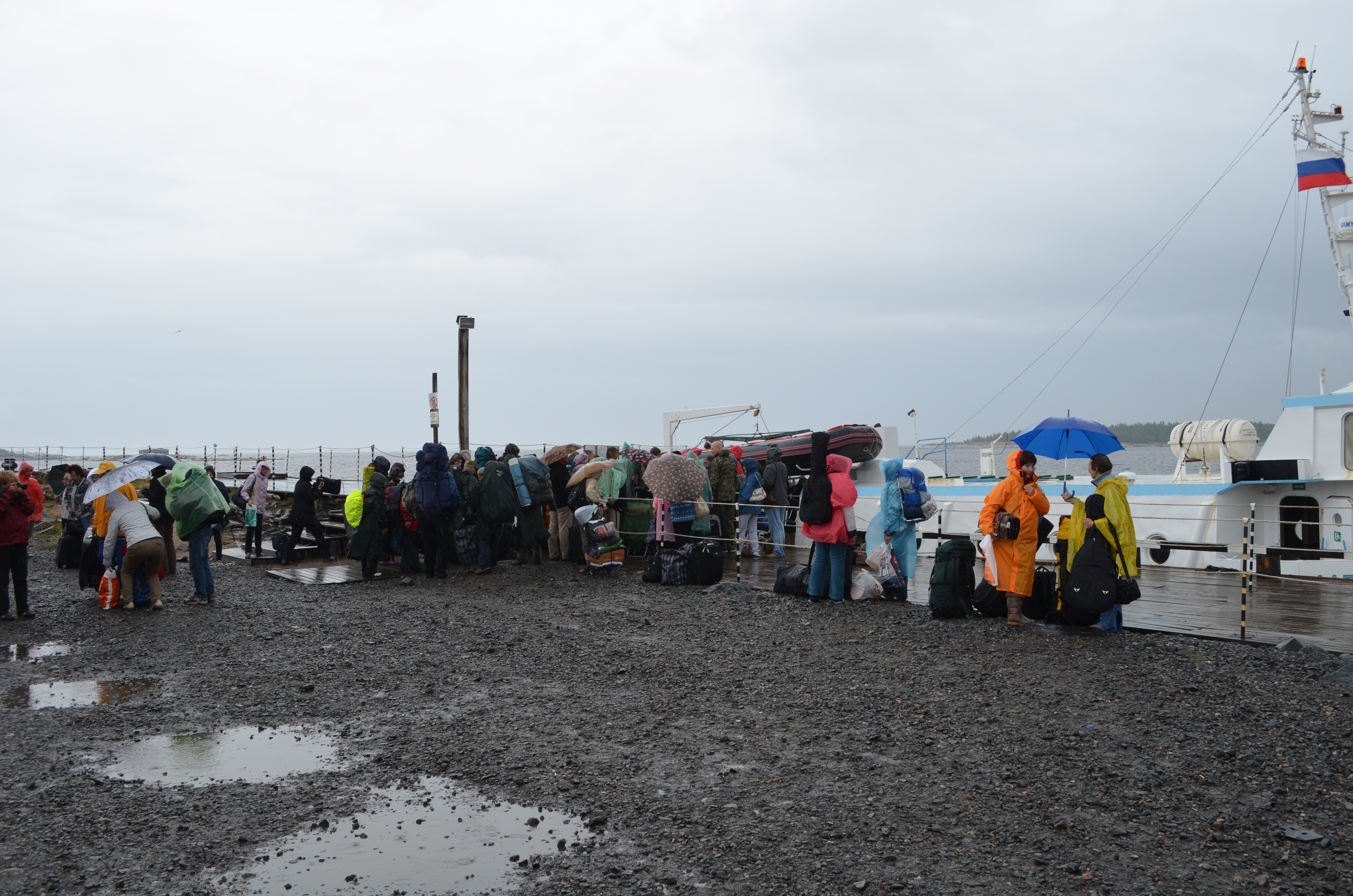
Порт
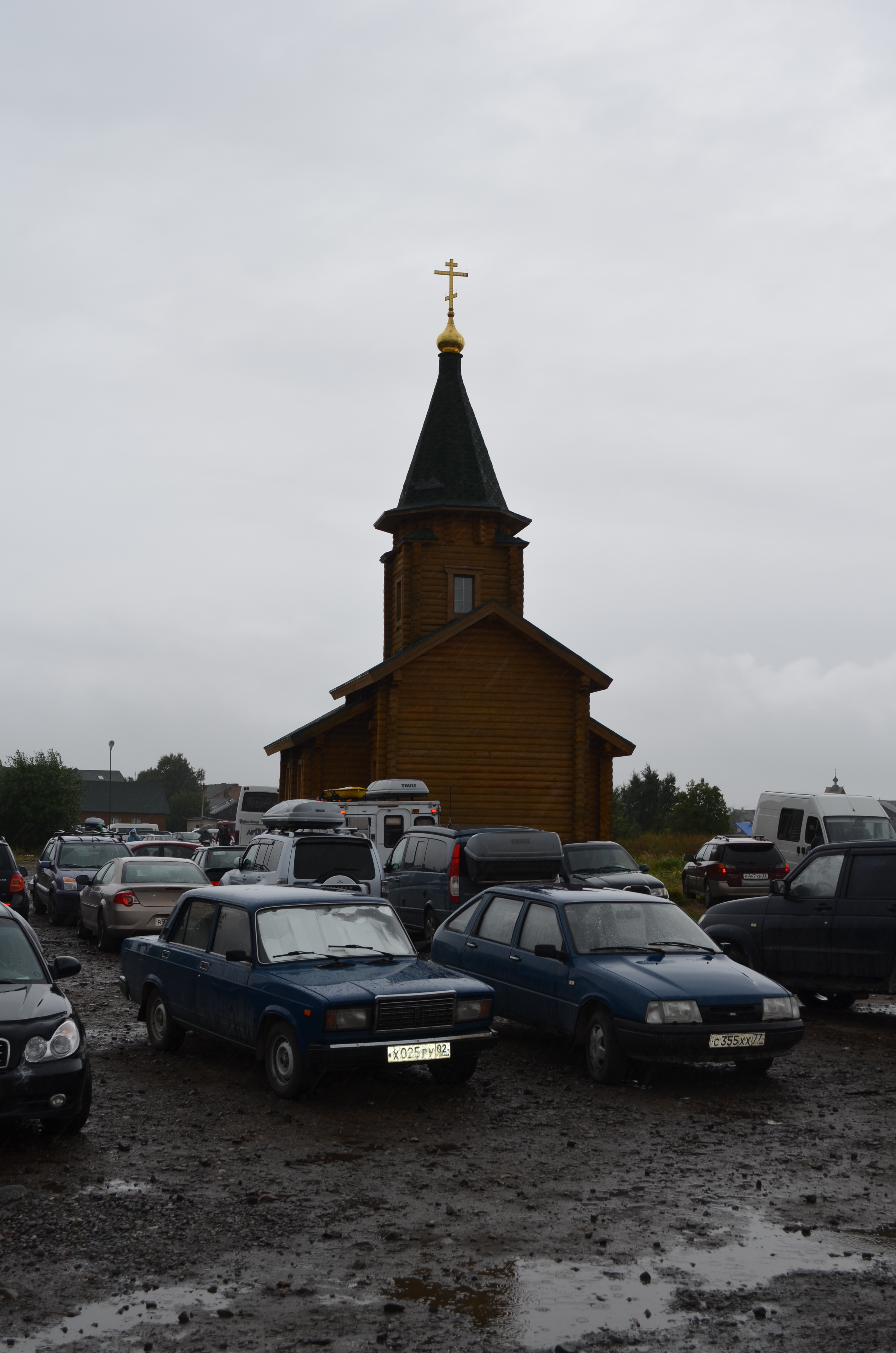
Церква